# Anachis treva
Anachis treva is een slakkensoort uit de familie van de Columbellidae. De wetenschappelijke naam van de soort is voor het eerst geldig gepubliceerd in 1939 door Baker, Hanna & Strong.